# 神仙方术

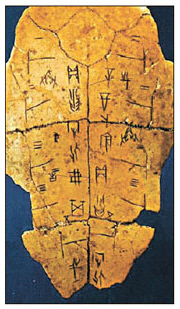
蓍龜被用來卜卦使用

神仙方术，传统中国五術之一，屬民間信仰。古人相信通过一定的方法，可以使人长生不老甚至变成神仙，這種思想源于先民对自身永保青春的渴望。先秦时期，道教尚未成形前，人们开始大量的实践探索，寻找各种矿物植物等配置药方，以及研究寻找自身的命门，从事这一活动的人被称为方家或方士，因此他們所从事的活动就叫「方術」。
及至中國東漢時期五斗米道張天師出現，修持神仙方術就被說成是「修道」，方士不約而同地共尊崇老子的道家無為學說，原本是哲學理論的道家思想之具體實踐和實用方「法」與技「術」，因此也有人稱「方術」為「道術」。現代有的人會稱道術為「五術」。

## 秦始皇與煉丹術
由於五行（木火土金水）、陰陽和以自然法則的老子哲理，早在秦始皇之前，現區別為黃老道和方仙道派別的方士，已經用於中國醫學理論；所以秦始皇為了追求長生不老藥，要求方士們創製仙丹。後來亦因煉丹的意外，發明了中國四大發明之一火藥。這樣的煉丹方術，正面做出中醫藥的膏丹粉等藥劑；反面亦做出一些寒石散等含有重金屬的毒害性礦石類精神科藥物。

### 徐福與蓬萊神仙
秦始皇要求御醫徐福創製長生不老藥。徐福明知不可能，於是托詞東渡蓬萊尋覓神仙以求仙丹，一去不返。

### 外丹與內丹
史上煉製長生不老仙丹者，幾乎完全失敗，有的道士就認為長生仙丹只有依靠自身修煉，是為「內丹」。丹士以爐煉外丹，道士煉炁（氣），視身為爐，引氣至丹田，稱為煉內丹。近代稱氣功或養生功。

## 民間信仰
經歷史發展，衍生出多種民間信仰，為人熟識的有風水、通靈或問米、掌相命理、超渡等，對中華文化影響深遠。

## 江湖術士
這些中國的方術有時被一些自稱僧道之徒用作一般民間信仰作法之用。亦被一些別有用心的江湖相士用作詐騙財物與騙色之徒所利用。

### 方術
- 畫符
- 唸咒
- 喃嘸
- 驅邪
- 祈福
- 種生基
- 超度
- 附身
- 乩童
- 觀靈術

## 外部連結
[在维基数据编辑]
 《欽定古今圖書集成·博物彙編·神異典·方術部》，出自陈梦雷《古今圖書集成》